# Jordi Navarrete Pla
Jordi Navarrete Pla (Barcelona, 6 de desembre de 1972) és un polític valencià, senador per Castelló en la XII legislatura.

## Biografia
Té estudis d'enginyeria tècnica industrial a la Universitat Politècnica de Catalunya, però ha treballat en brigades de tractaments silvícoles de TRAGSA i VAERSA i actualment és operari del Pla de Prevenció d'Incendis Forestals de la Generalitat Valenciana a l'empresa VAERSA, en la que ha estat delegat sindical durant vuit anys, També és membre de l'Associació Cultural Ball de Dimonis de Vinaròs, on n'és membre del col·lectiu local del Bloc Nacionalista Valencià. A les eleccions generals espanyoles de 2016 fou escollit senador per la província de Castelló dins la coalició A la valenciana.